# Трощи та пали
«Трощи та пали» (англ. Crash and Burn) — американський фантастичний фільм 1990 року.

## Сюжет
2030 рік, людство перебуває в колапсі, причиною якого стала світова економічна криза, що підірвала всю Америку. Тепер уламками країни керує велика зловісна корпорація «Юніком», яка забороняє використання комп'ютерів і роботів. Вона відправляє Тайсона Кіна доставити запаси фреону Летану Хуксу, який керує піратською телевізійною станцією, розташованою в пустелі. Але коли Тайсон прибуває на місце, то дізнається, що Хукс убитий. Незабаром він з'ясовує, що Хукс був членом організації борців за свободу, яка глушила сигнали «Юніком». Тому разом з Тайсоном компанія послала синтетичного робота, щоб знищити станцію. Тайсон змушений затриматися на станції, бо починається сильний шторм. Поступово він розуміє, що серед співробітників станції є робот, який методично вбиває членів організації.

## У ролях
- Пол Ганус — Тайсон Кін
- Меган Ворд — Аррен
- Ральф Вейт — Летан Хукс
- Білл Мозлі — Квінн
- Єва Ларю Каллахан — Періс
- Джек МакГі — Вінстон Вікетт
- Елізабет Маклеллан — Сандра
- Кетрін Армстронг — Крісті
- Джон Девіс Чендлер — Буд
- Крістофер Логан — Скретч
- Джек Метьюрін — в титрах не вказаний